# Су Їмін
Су Їмін (18 лютого 2004) — китайський сноубордист, який виступає в слоупстайлі та біг-ейрі, чемпіон та бронзовий призер Олімпійських ігор 2022 року.

## Виступи на Олімпійських іграх
| Рік  | Місто        | Слоупстайл | Біг-ейр |
| ---- | ------------ | ---------- | ------- |
| 2022 | Пекін, Китай | 2          | 1       |